# موسى إبراهيموف
موسى إبراهيموف هو لاعب كرة قدم روسي في مركز الوسط، ولد في 28 مايو 1996 في كراسنويارسك في روسيا. لعب مع نادي ينيسي كراسنويارسك ‏.

## وصلات خارجية
- موسى إبراهيموف على موقع قاعدة بيانات كرة القدم.إي يو (الإنجليزية)
- موسى إبراهيموف على موقع Soccerway.com (الإنجليزية)